# Kabinett Kuuskoski
Das Kabinett Kuuskoski war das 43. Regierungskabinett in der Geschichte Finnlands. Es amtierte vom 26. April 1958 bis zum 29. August 1958 (126 Tage).
Die Regierung war wie die Vorgängerregierung Rainer von Fieandts eine Übergangsregierung.

## Minister
| Amt                                             | Name                                      | Partei  |
| ----------------------------------------------- | ----------------------------------------- | ------- |
| Ministerpräsident                               | Reino Kuuskoski                           | neutral |
| Stellvertr. Ministerpräsident                   | Tyyne Leivo-Larsson                       | neutral |
| Außenminister                                   | Paavo Hynninen                            | neutral |
| Justizminister                                  | Johan Otto Söderhjelm                     | neutral |
| Innenminister                                   | Harras Kyttä                              | neutral |
| Verteidigungsminister                           | Edvard Björkenheim                        | neutral |
| Finanzminister                                  | Ilmo Nurmela                              | neutral |
| Bildungsminister                                | Kustaa Vilkuna                            | neutral |
| Landwirtschaftsminister                         | Pauli Lehtosalo                           | neutral |
| Stellvertr. Landwirtschaftsminister             | Matti Lepistö                             | neutral |
| Verkehrs- und Infrastrukturminister             | Paavo Kastari                             | neutral |
| Stellvertr. Verkehrs- und Infrastrukturminister | Eero Antikainen                           | neutral |
| Handels- und Industrieminister                  | Lauri Kivekäs                             | neutral |
| Sozialminister                                  | Valdemar Liljeström                       | neutral |
| Stellvertr. Sozialminister                      | seit dem 2. Mai 1958: Tyyne Leivo-Larsson | neutral |